# Heinrich Detloff von Kalben
Heinrich Detloff von Kalben (* 17. Januar 1898 in Gardelegen; † 18. Dezember 1966 in Lübeck) war ein deutscher nationalsozialistischer Politiker.

## Familie
Heinrich Detloff war der Sohn von Rudolf von Kalben (1869–1951) und dessen Ehefrau Margarethe Wachs (1872–1952). Am 24. November 1925 heiratete er in Grauenhagen Johanna Krog (1905–1967), die aus der Nähe von Greifswald stammte und Tochter des Domänenpächters Ernst Krog und der Anna Kähler war. Das Paar hatte folgende Kinder:
- Helga (* 1926)
- Dagmar (* 1927)
- Merse (* 1929)
- Reimar (* 1931)
- Gudrun (* 1934)

Die Politikerin Eka von Kalben ist eine Enkeltochter seines Bruders Werner von Kalben (1900–1965).

## Leben
Der aus einer altmärkischen Adelsfamilie stammende Landwirt und Berufsoffizier war zunächst Fahnenjunker im Ulanen-Regiment 16, wurde im Mai 1915 Leutnant. Er nahm im August 1919 als Oberleutnant der Reserve nach dem Ersten Weltkrieg seinen Abschied und arbeitete 1919/1920 als Eleve auf dem Rittergut Welle. 1920/1921 war Heinrich Detloff von Kalben Volontär der Samengroßhandlung A. und W. Bissinger Berlin, seit 1923 kaufmännischer Leiter der Saatzuchtwirtschaft Kenau. Erst später half Kalben auf dem elterlichen Gut in Vienau, welches durch seinen Bruder mitbewirtschaftete wurde. Seine Schulausbildung erhielt er einst mit seinem Bruder Werner von 1912 an mit anderen bekannten Zöglingen, wie unter anderem Ludolf Jakob von Alvensleben-Wittenmoor, Wolfgang zu Putlitz und Hans von Rochow-Stülpe, auf der Ritterakademie am Dom zu Brandenburg. Zuvor war er am Viktoria-Gymnasium Potsdam.
Er kandidierte bereits 1928 für NSDAP, auf der Landeswahlvorschlagliste, Nr. 10, 4. Wahlkreis Potsdam I. Der Partei trat er aber erst zum 1. April 1930, bei (Mitgliedsnummer 227.002), saß für diese im Preußischen Landtag und im Provinziallandtag der Provinz Sachsen und war zwischen Juli 1932 und Dezember 1938 Gauinspektor im Gau Magdeburg-Anhalt sowie Reichsredner der NSDAP. 1933 übernahm Kalben das Amt des Landrats im preußischen Kreis Stendal, dass er bis 1944 ausübte.
Von 1944 bis zum Kriegsende übte er das Amt des Regierungspräsidenten im Regierungsbezirk Oberfranken und Mittelfranken in Bayern aus. Als solcher rief er zum bedingungslosen Kampf gegen die Alliierten auf.
Des Weiteren diente er bis 1944, zuletzt als Oberst der Reserve und Kommandeur eines Kosaken-Kavallerieregiments, im Korps des Generals Helmuth von Pannwitz.
Nach dem Krieg tat sich von Kalben als Autor über die Regionalgeschichte der Altmark hervor und war maßgeblich 1953 an der Gründung des Schild-Verlages beteiligt, der u. a. das Deutsche Soldatenjahrbuch herausgab. 1952 gehörte er zu den Mitbegründern der Gesellschaft für Wehrkunde.

## Schriften
- Die Altmark. Wiege Brandenburg-Preußens. Bilder aus der Väter Land. Schild Verlag, München 1959. DNB 452296560
- Generalleutnant Helmuth v. Pannwitz und sein Kosakenkorps. In: DSK, 10, 1962, S. 161–170.[7]
- Lübeckische Ratsherren aus Märkischem Adel. In: Der Wagen. 1966, S. 42–47. GND 141910267